# Ani
För fågeln ani se anier

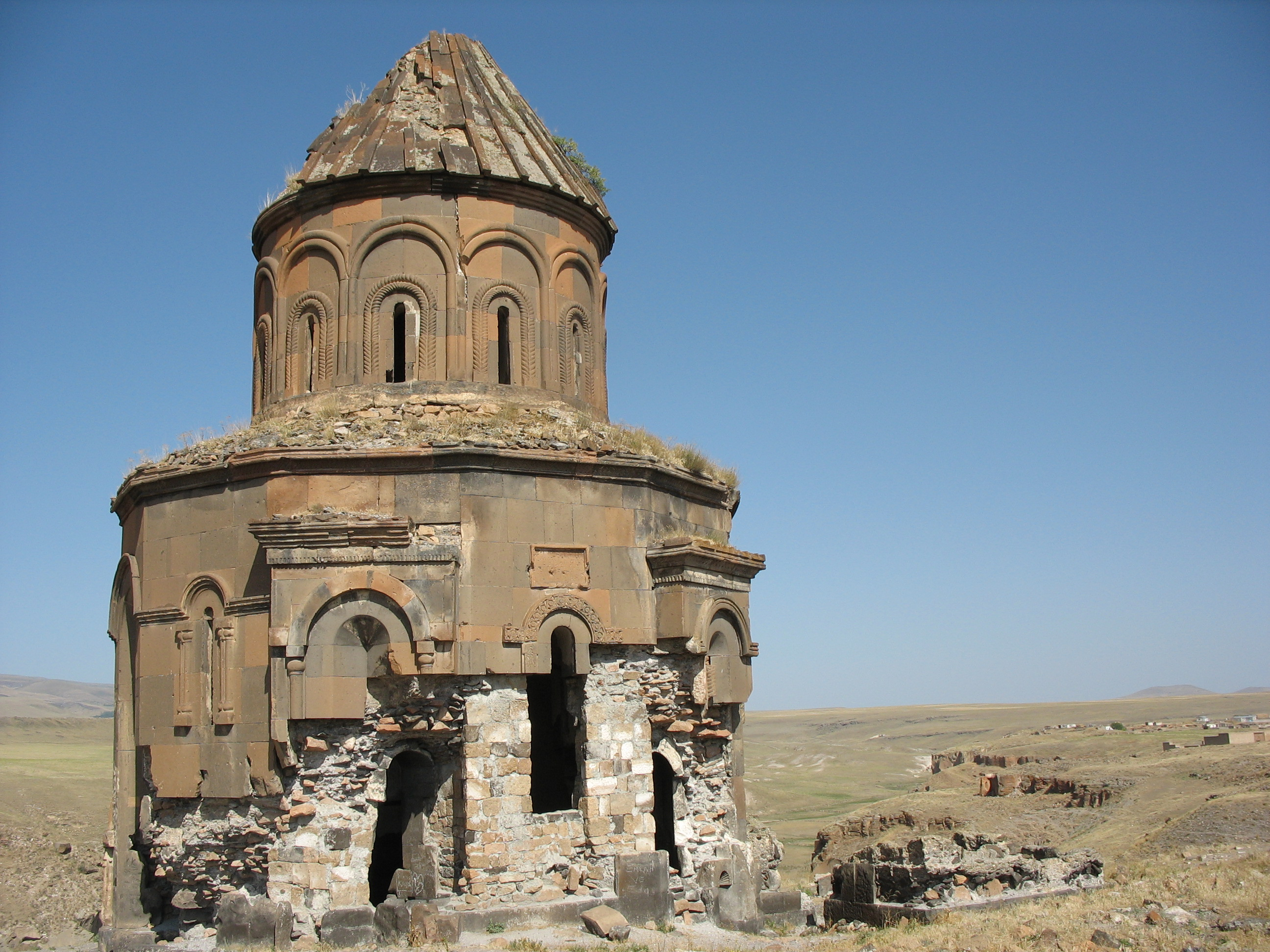
Abughamirernas kyrka, Ani

Ani (armeniska: Անի) är en armenisk ruinstad som är belägen nära Kars i nuvarande östra Turkiet. Ani var huvudstad för den armeniska furstedynastin bagratiderna 961–1045. Under de följande århundradena härjades och erövrades staden av olika folkgrupper, bland annat av mongolerna på 1230-talet. 
Staden förstördes av en jordbävning 1319, och på 1500-talet hade den förfallit till en by. Bland Anis ruiner är katedralen från slutet av 900-talet (fullbordad 1001) uppmärksammad. Hela området rensades på den armeniska befolkningen under det armeniska folkmordet.

## Anis sakrala arkitektur
Armenien var det första riket där kristendomen blev statsreligion, år 301 e.Kr. Trdat var en av de främsta arkitekterna. Han inbjöds även till Konstantinopel för att där renovera Hagia Sofias kupol. Trdat utformade bland annat Anis katedral, vars grundplan består av ett kors inskrivet i en rektangel. Kyrkobyggnaden, vars kupol har försvunnit, uppvisar knippepelare, spetsbågar och blindarkader. På de ängar, där staden Ani en gång var belägen, finns idag ett tiotal kyrkoruiner.

## Bildgalleri

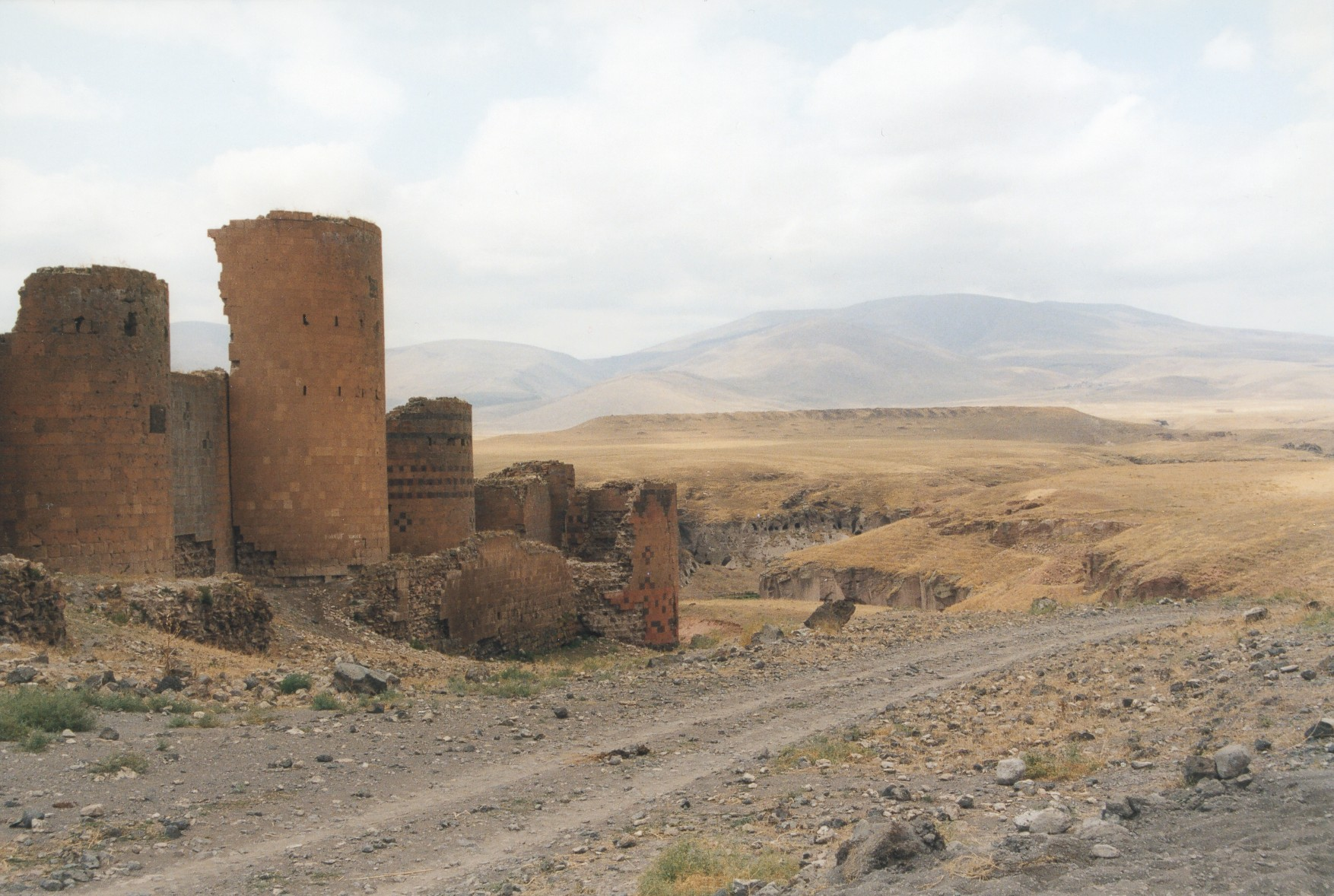
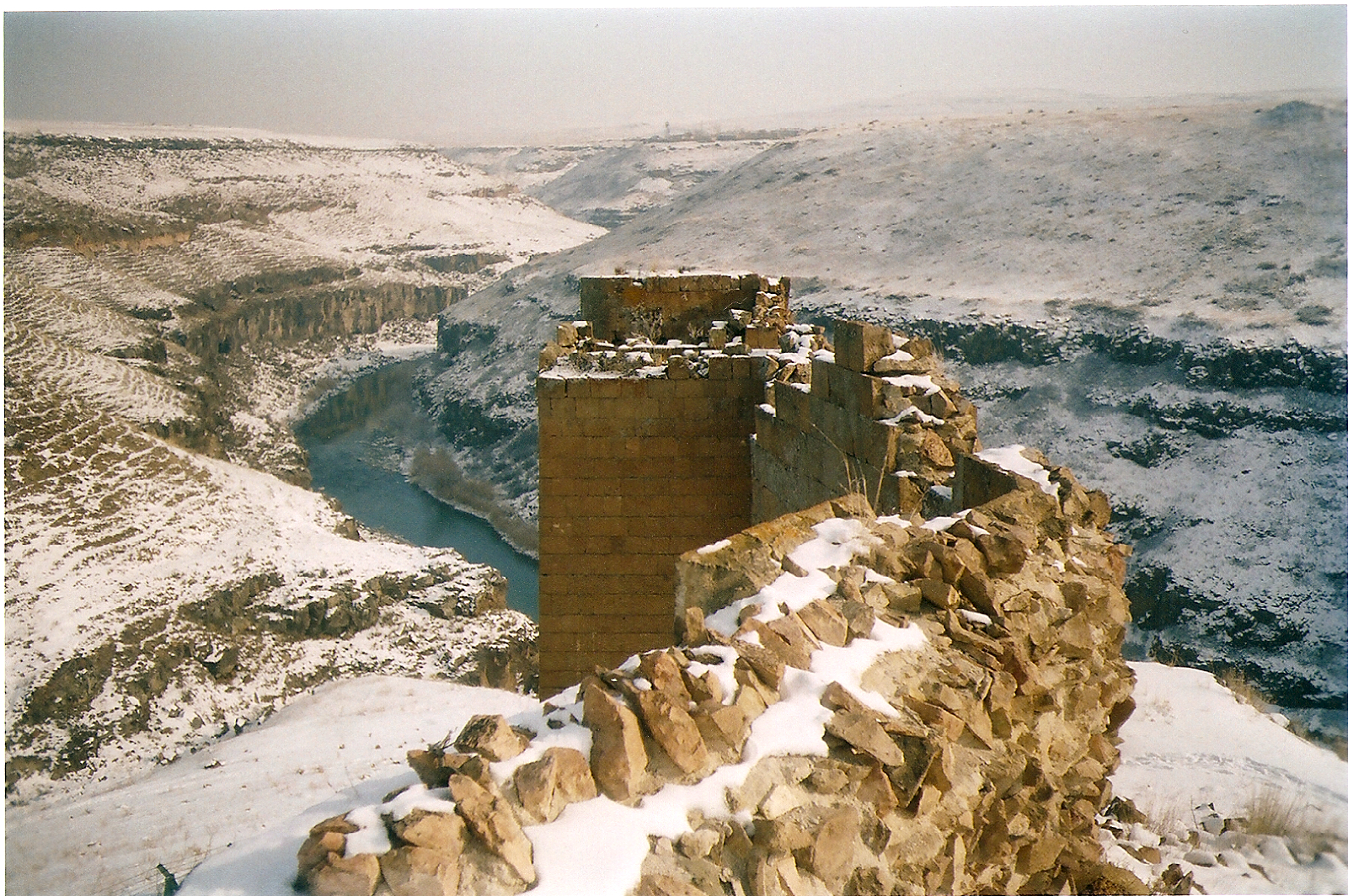
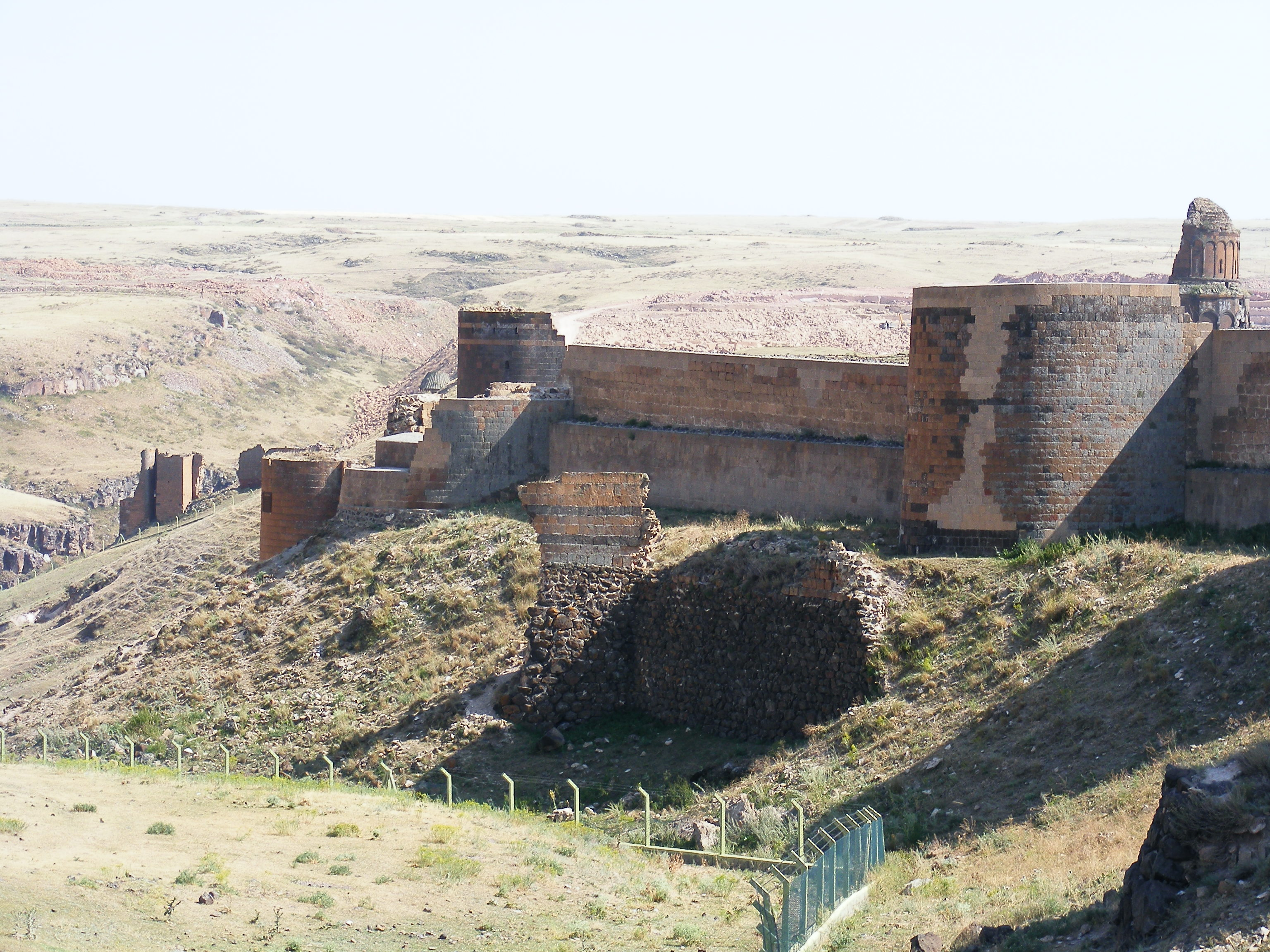
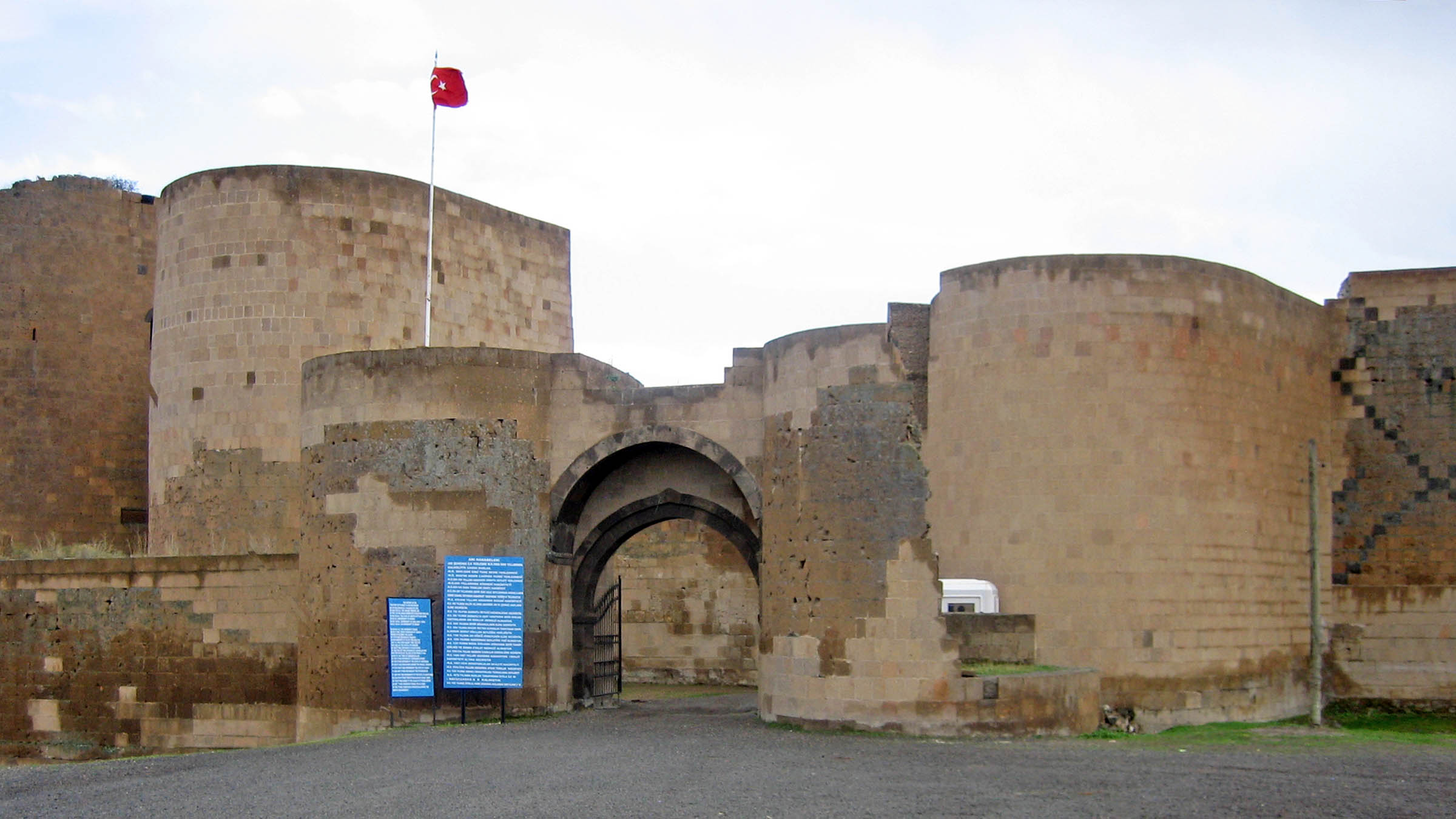
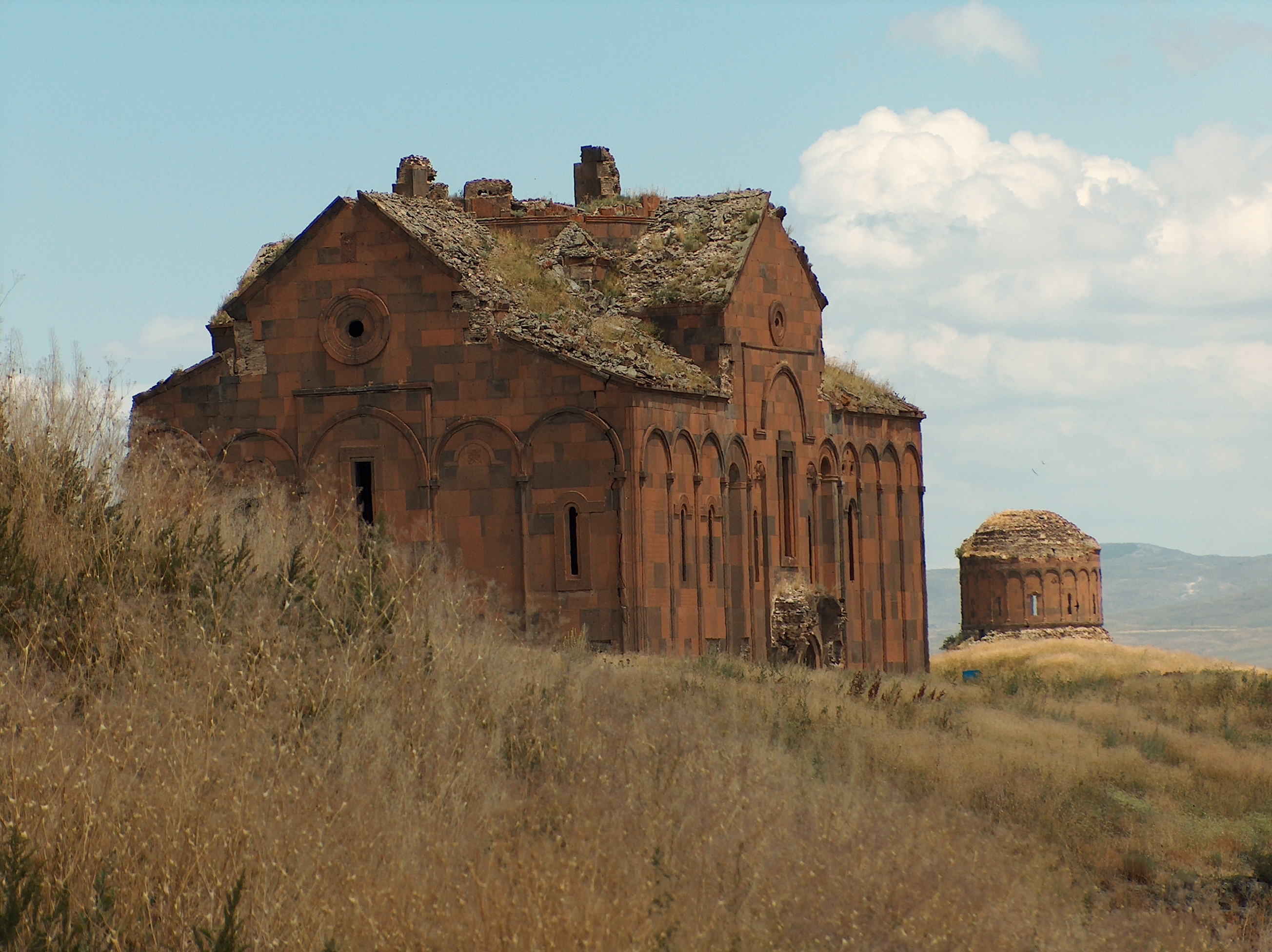
Katedralen i Ani, ritad av Trdat, uppförd mellan 989 och 1001
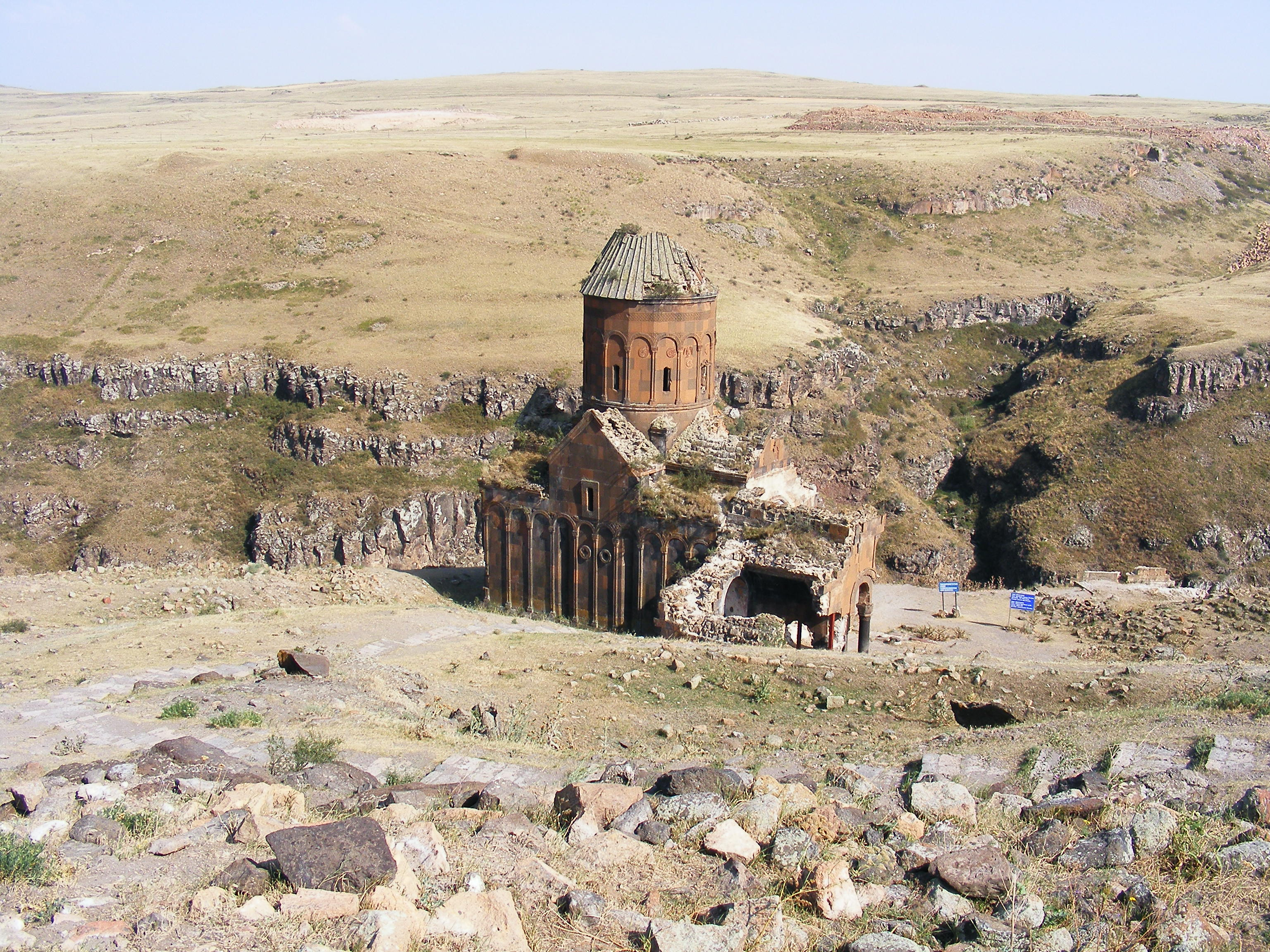
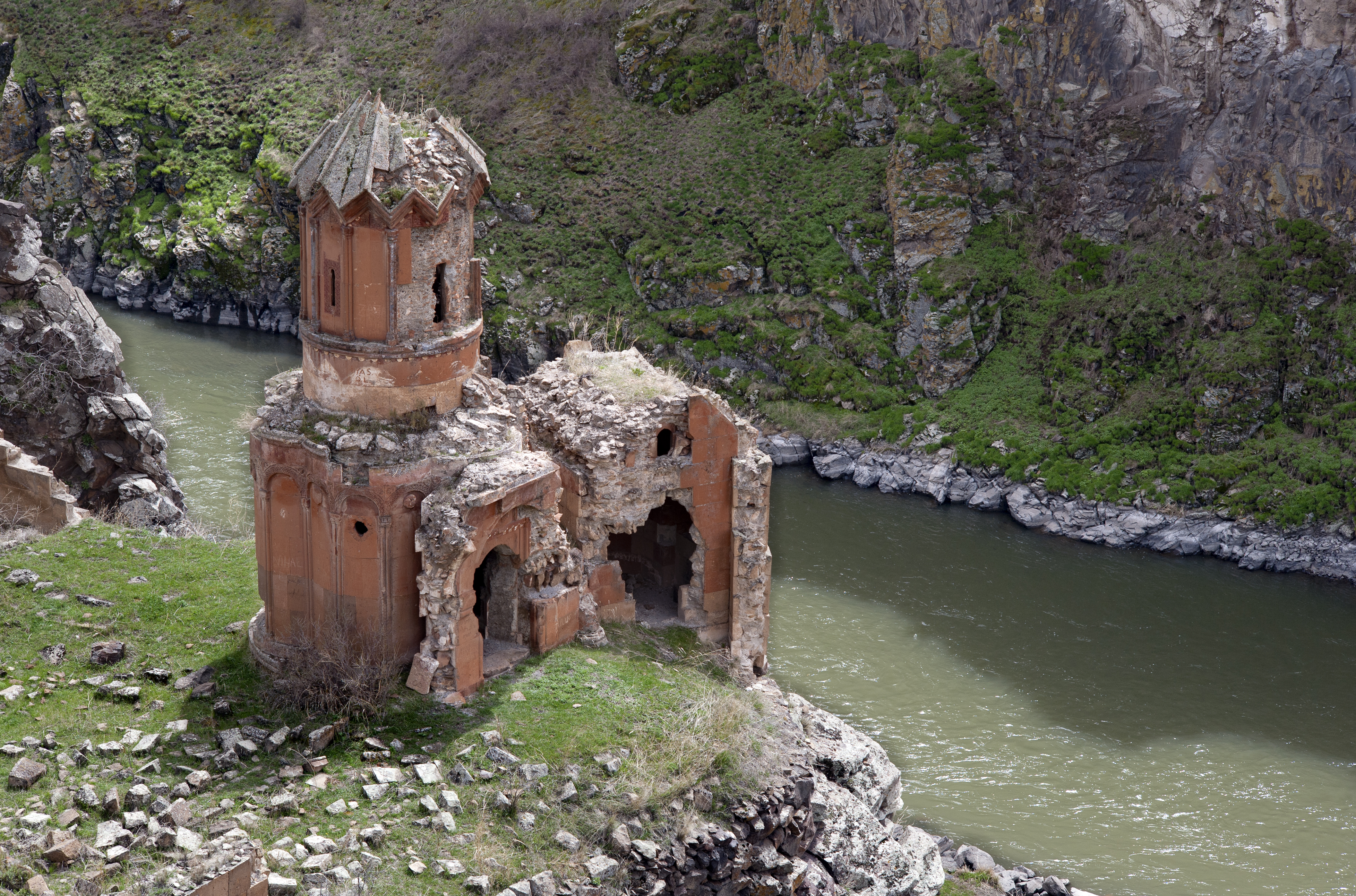
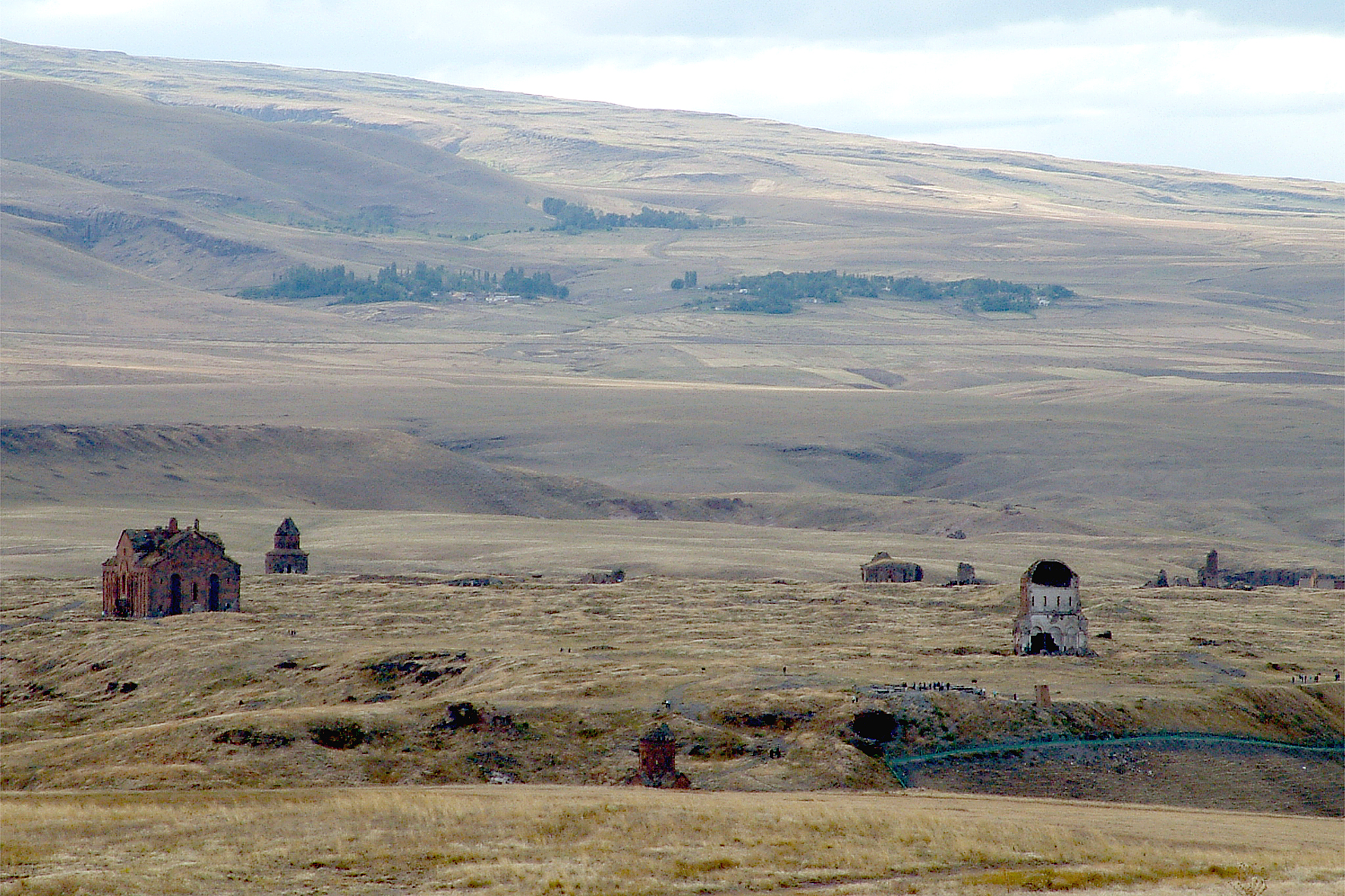
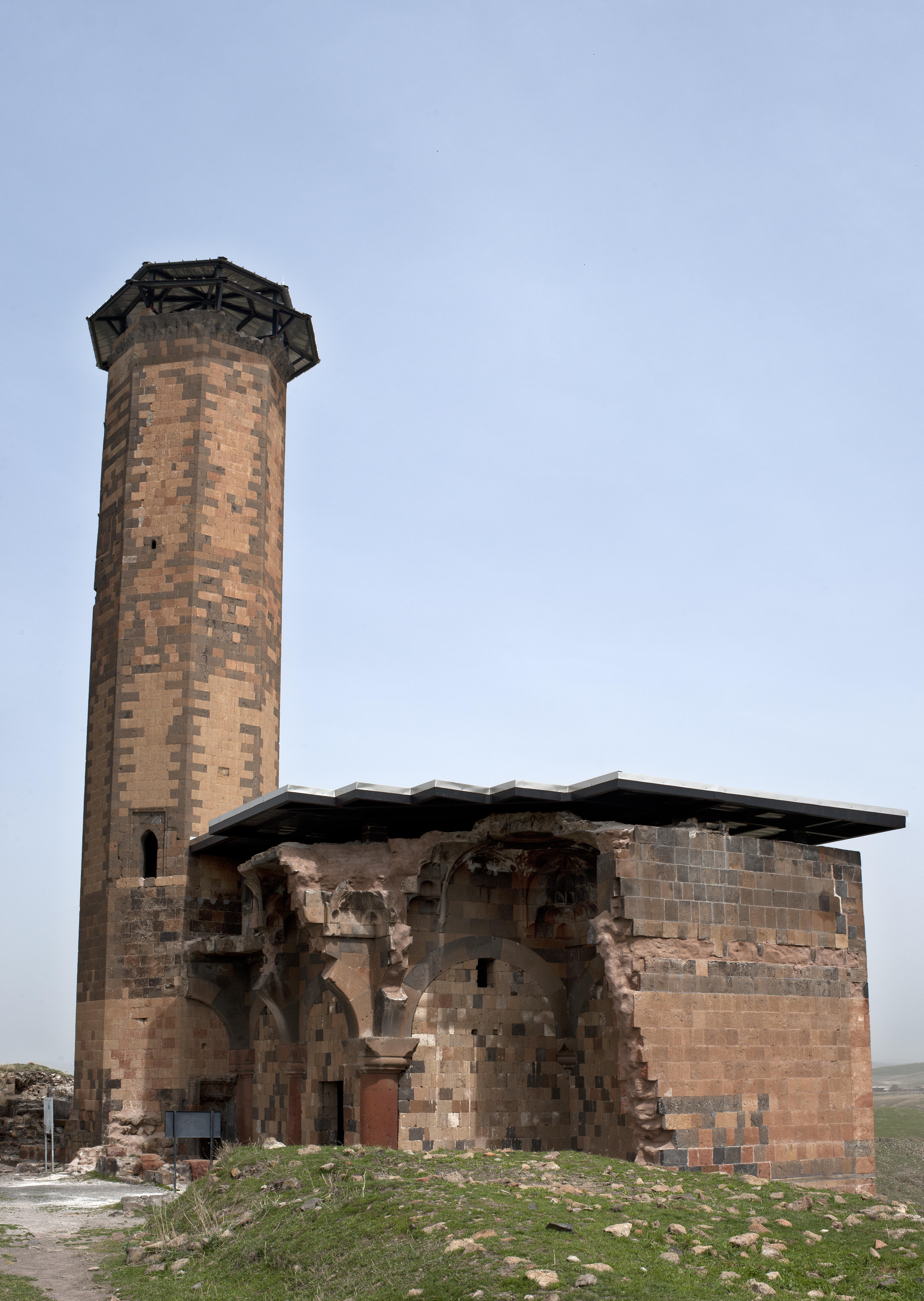
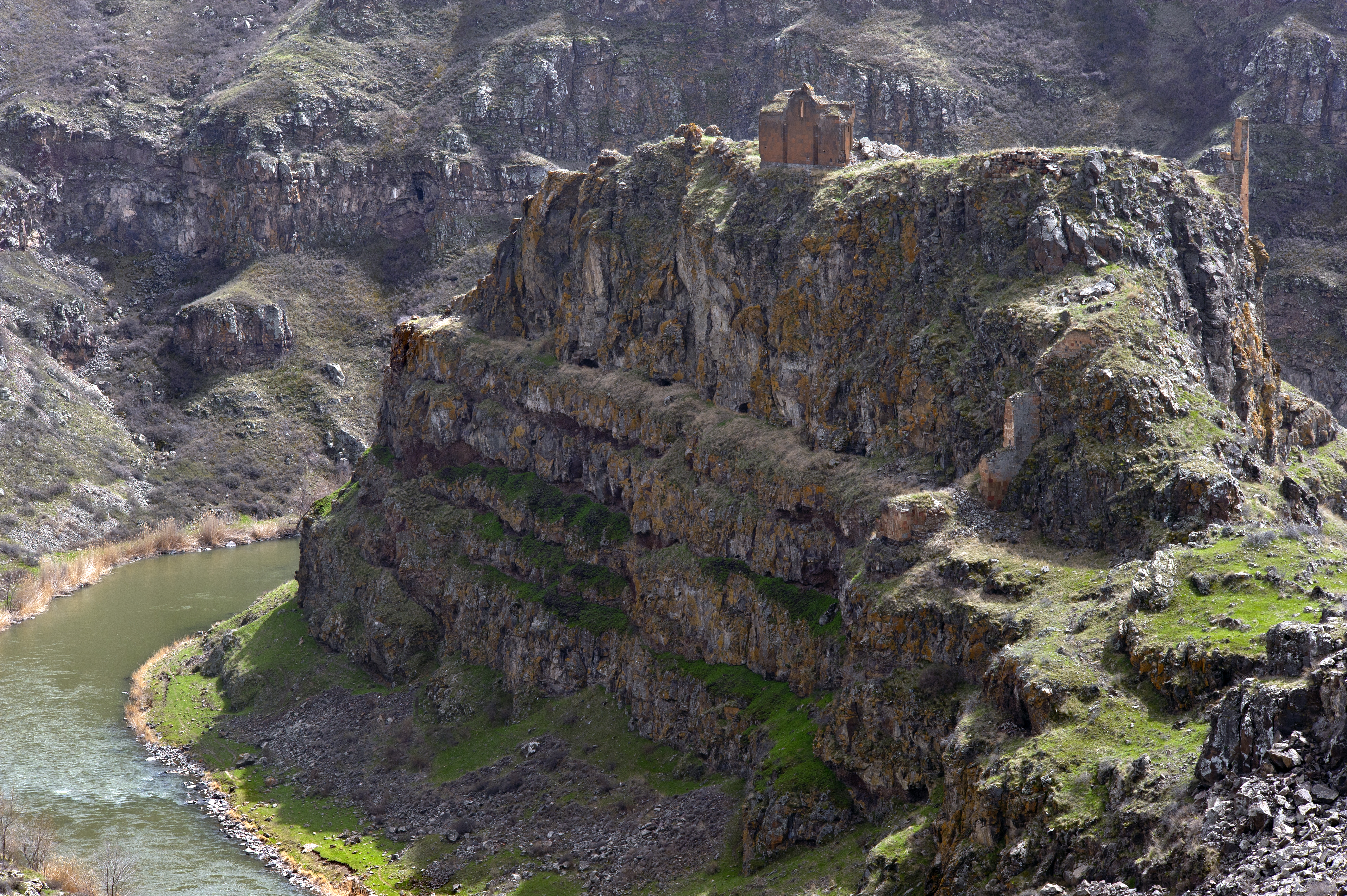
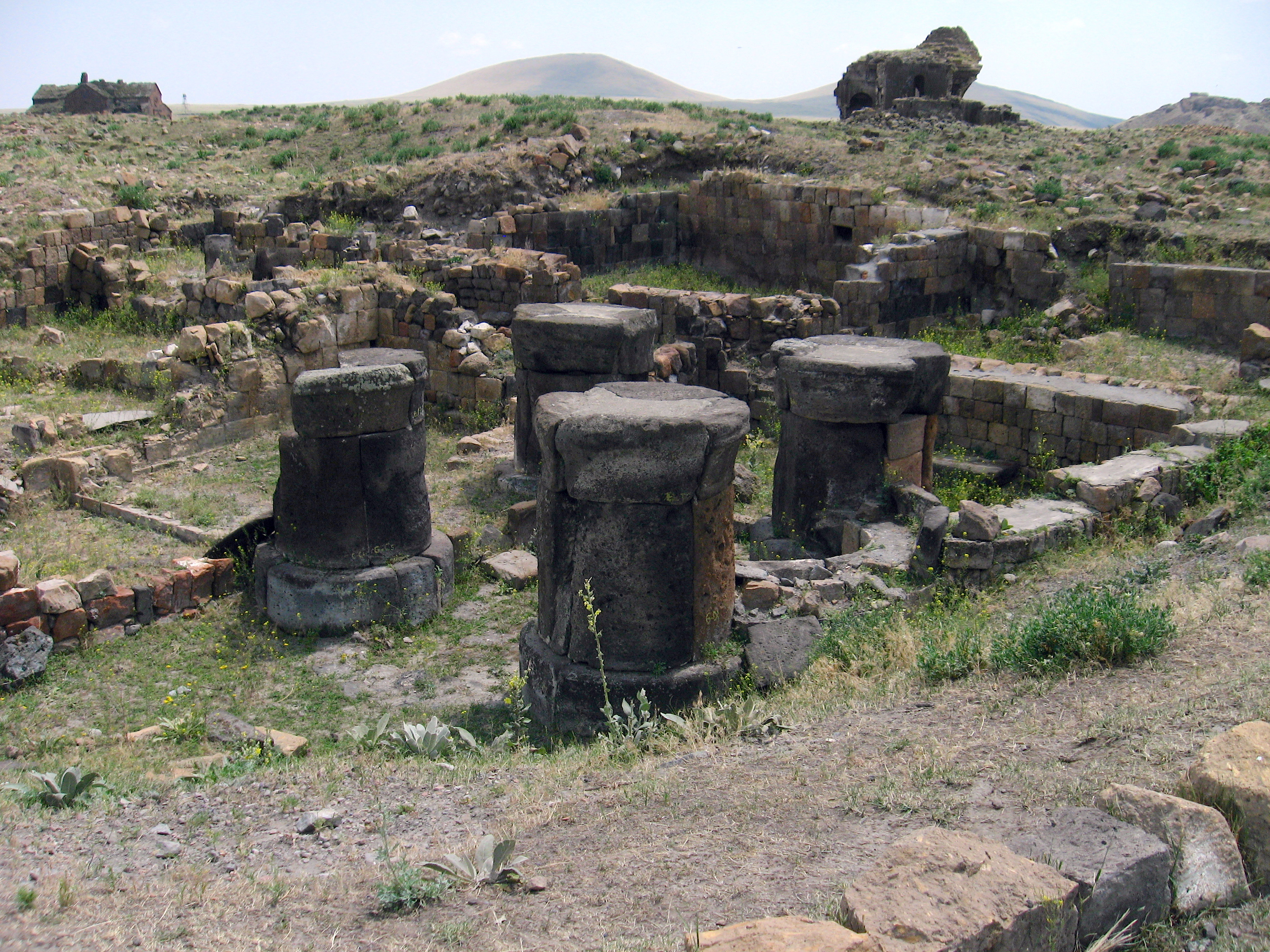
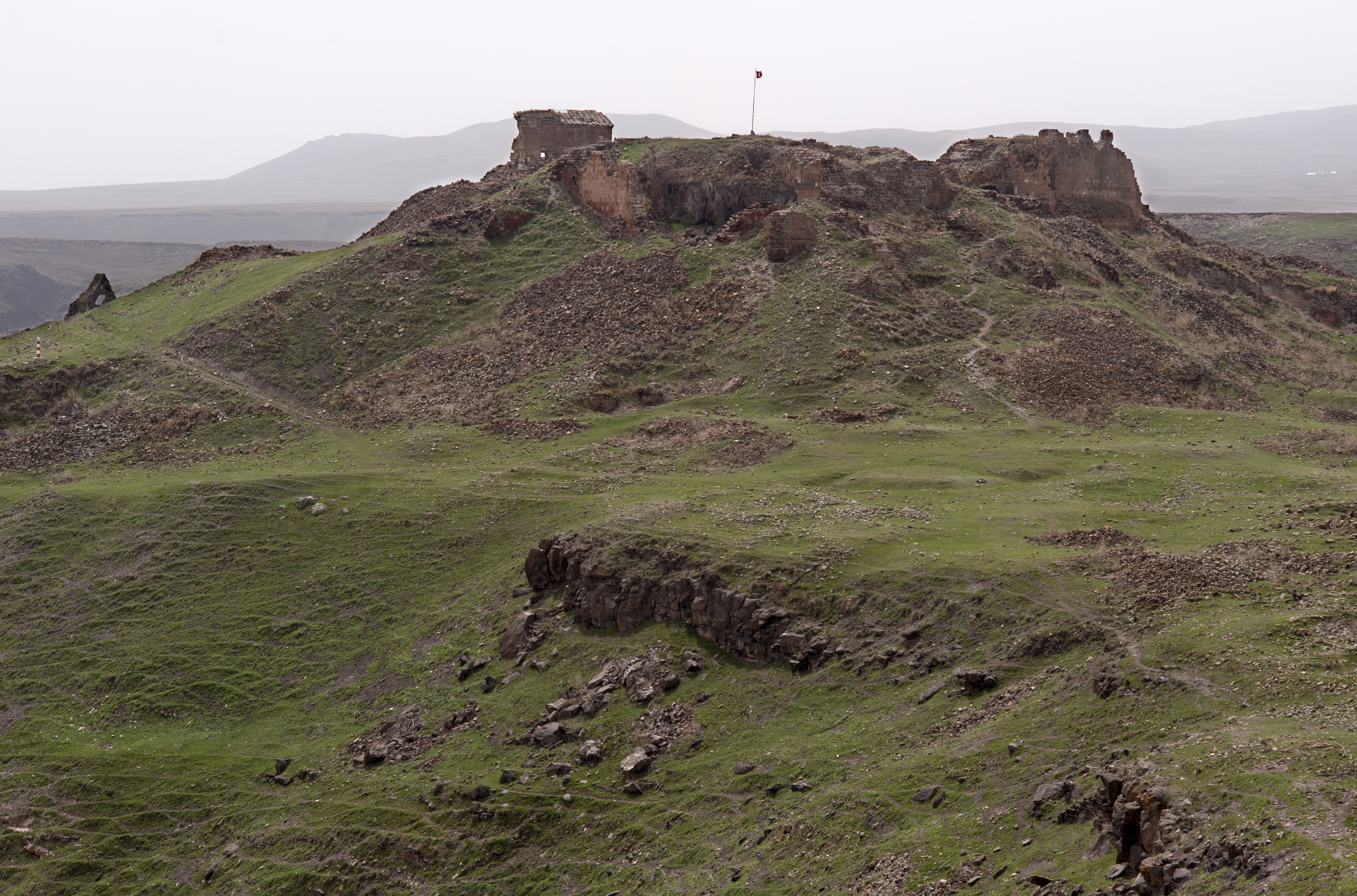
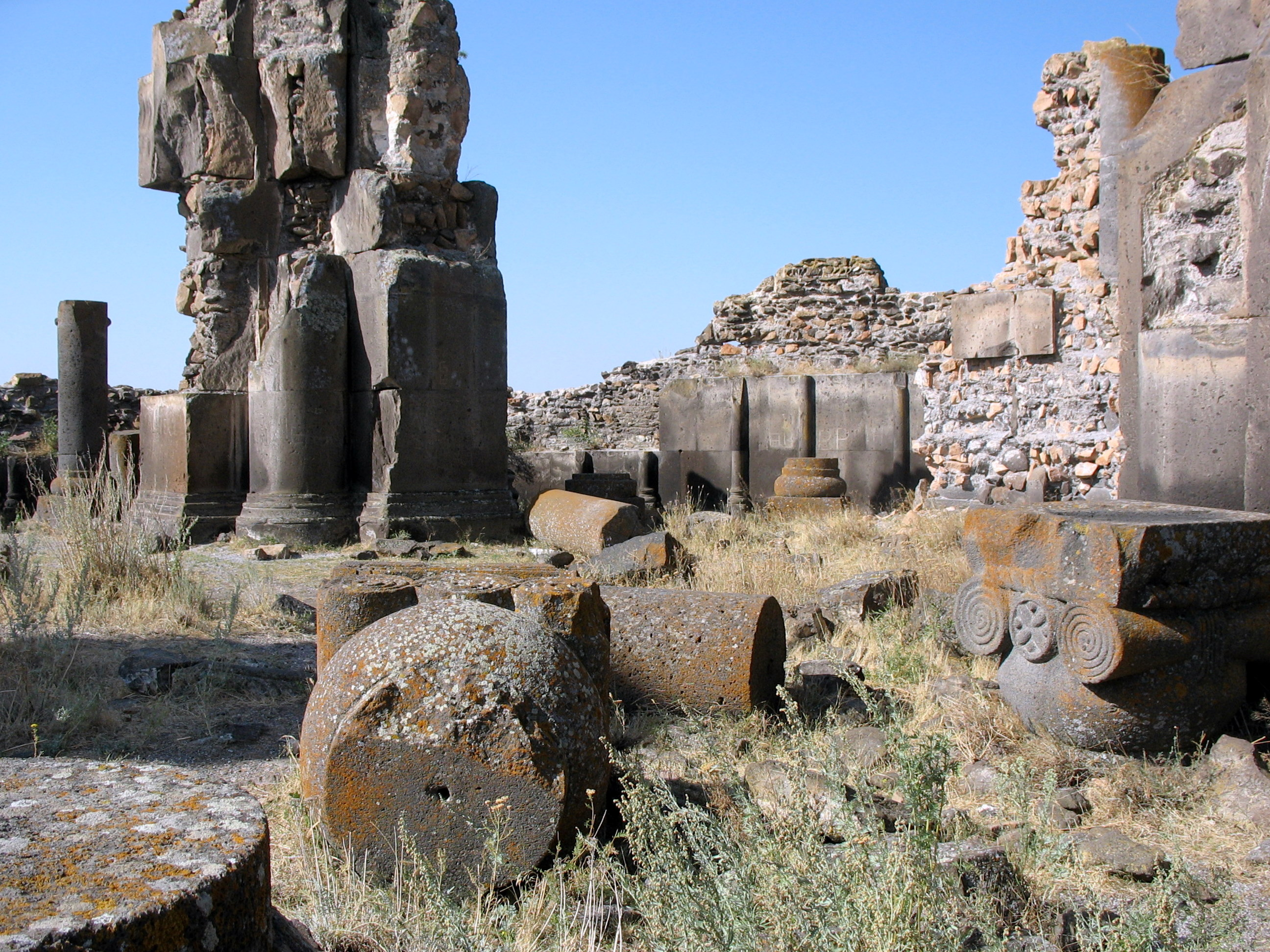
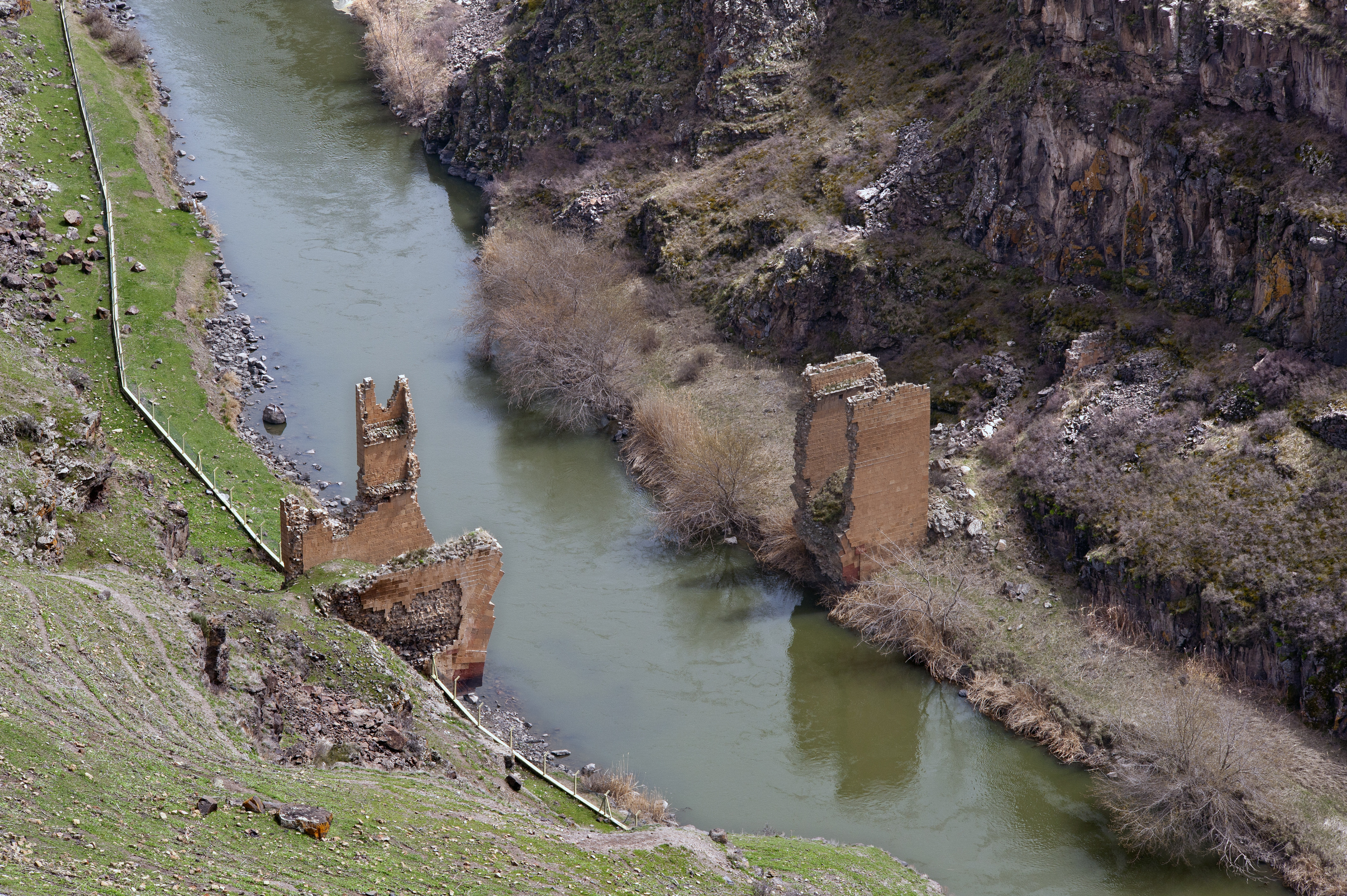
Anibron
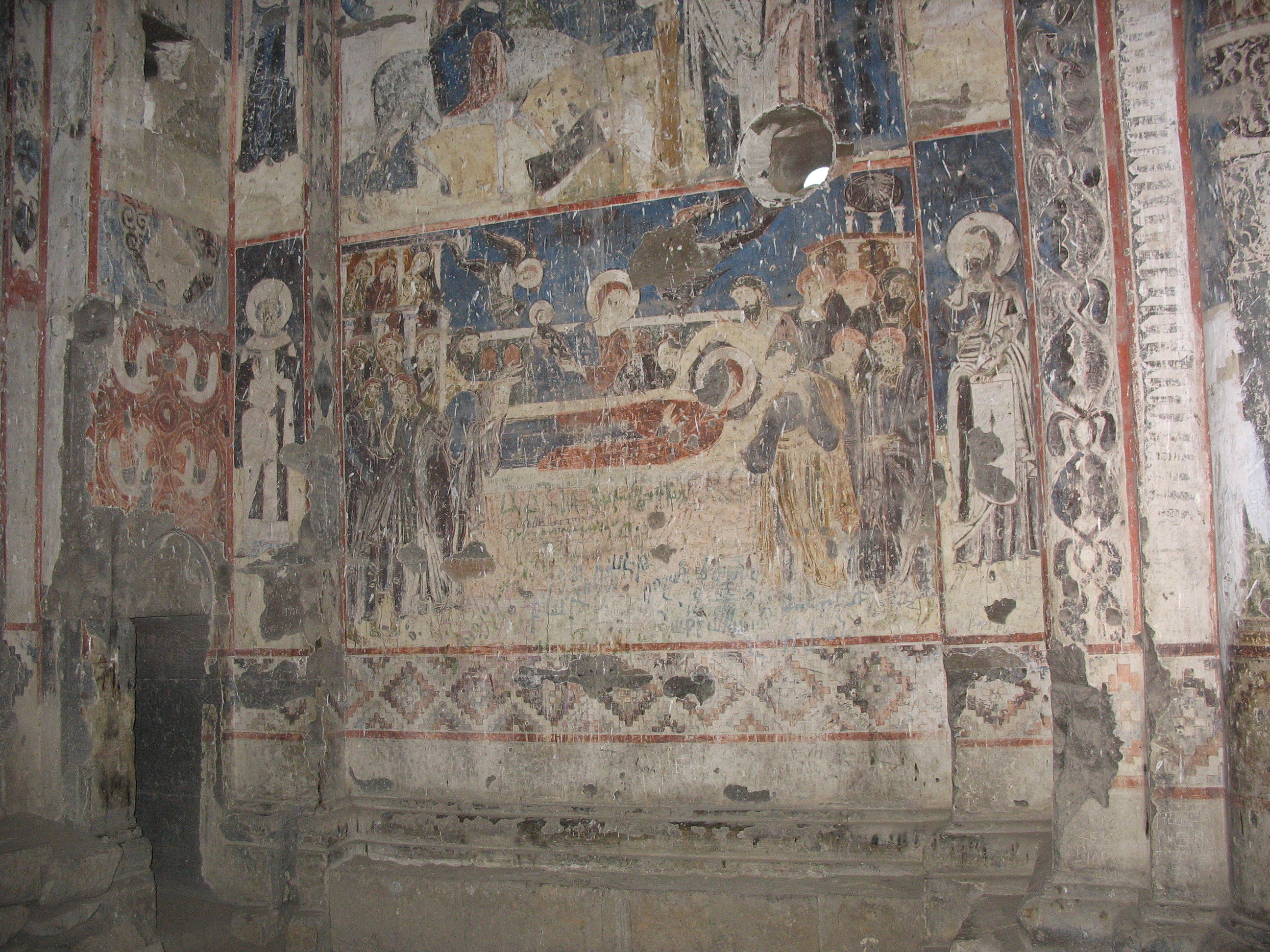
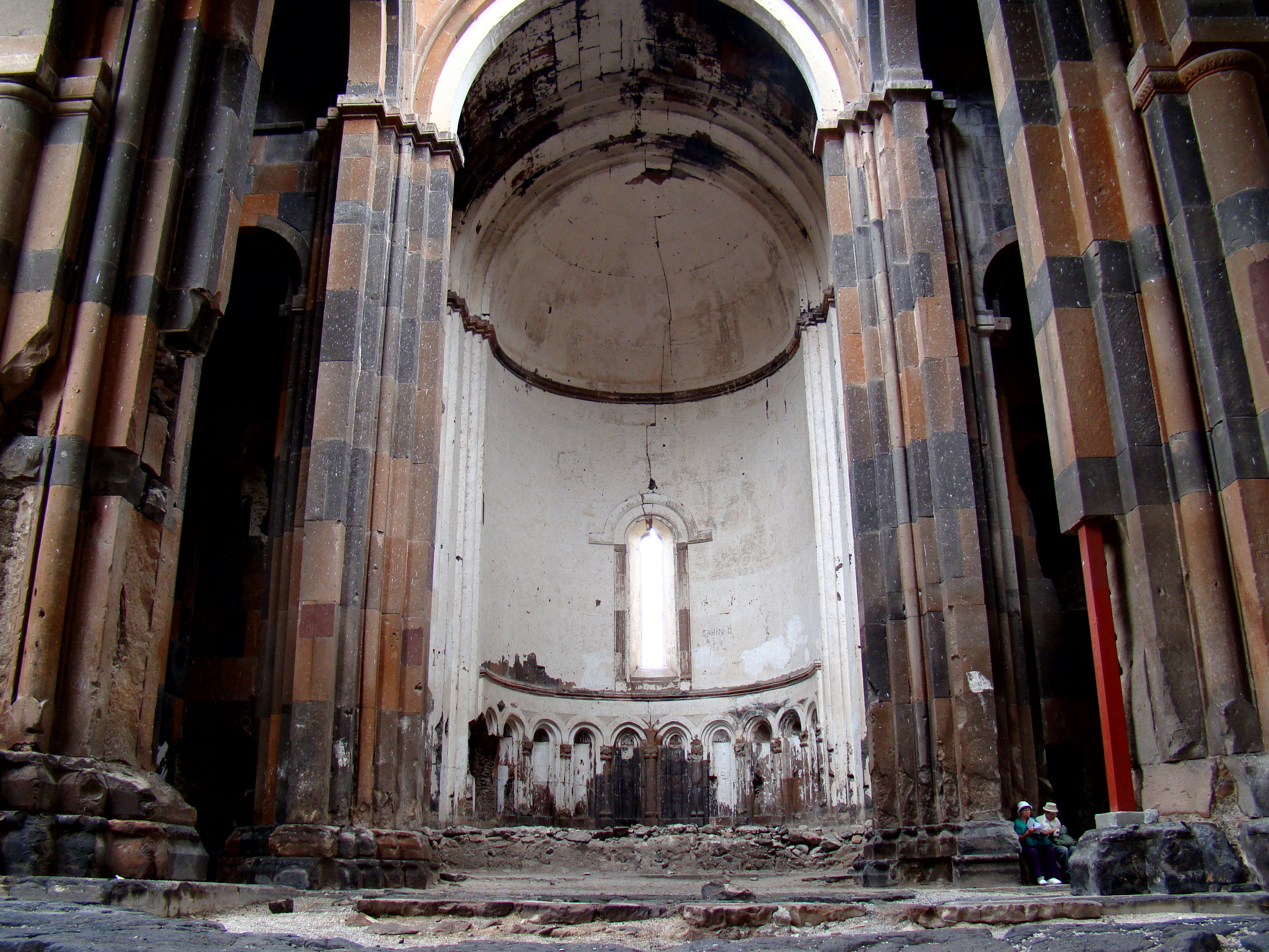
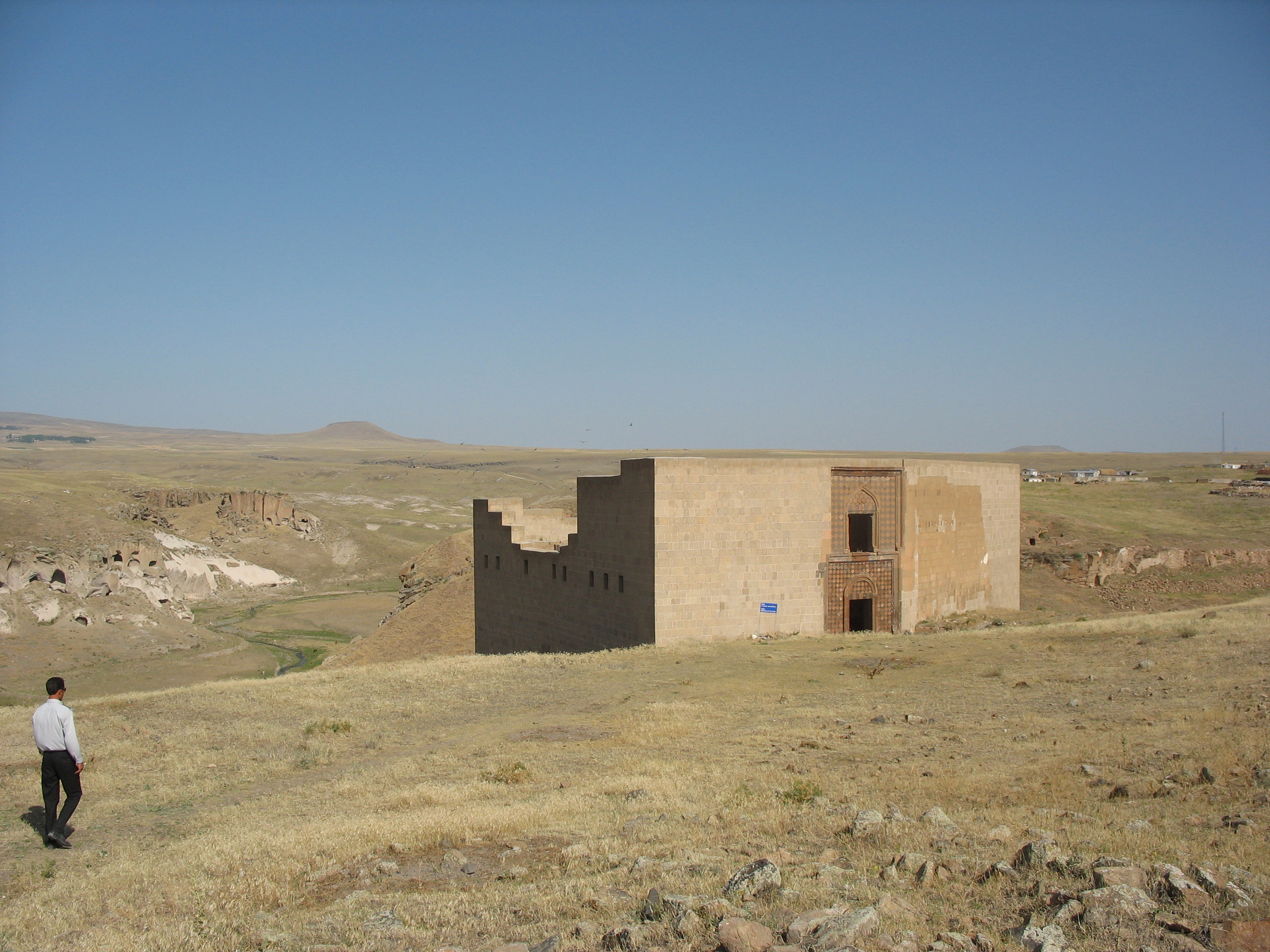
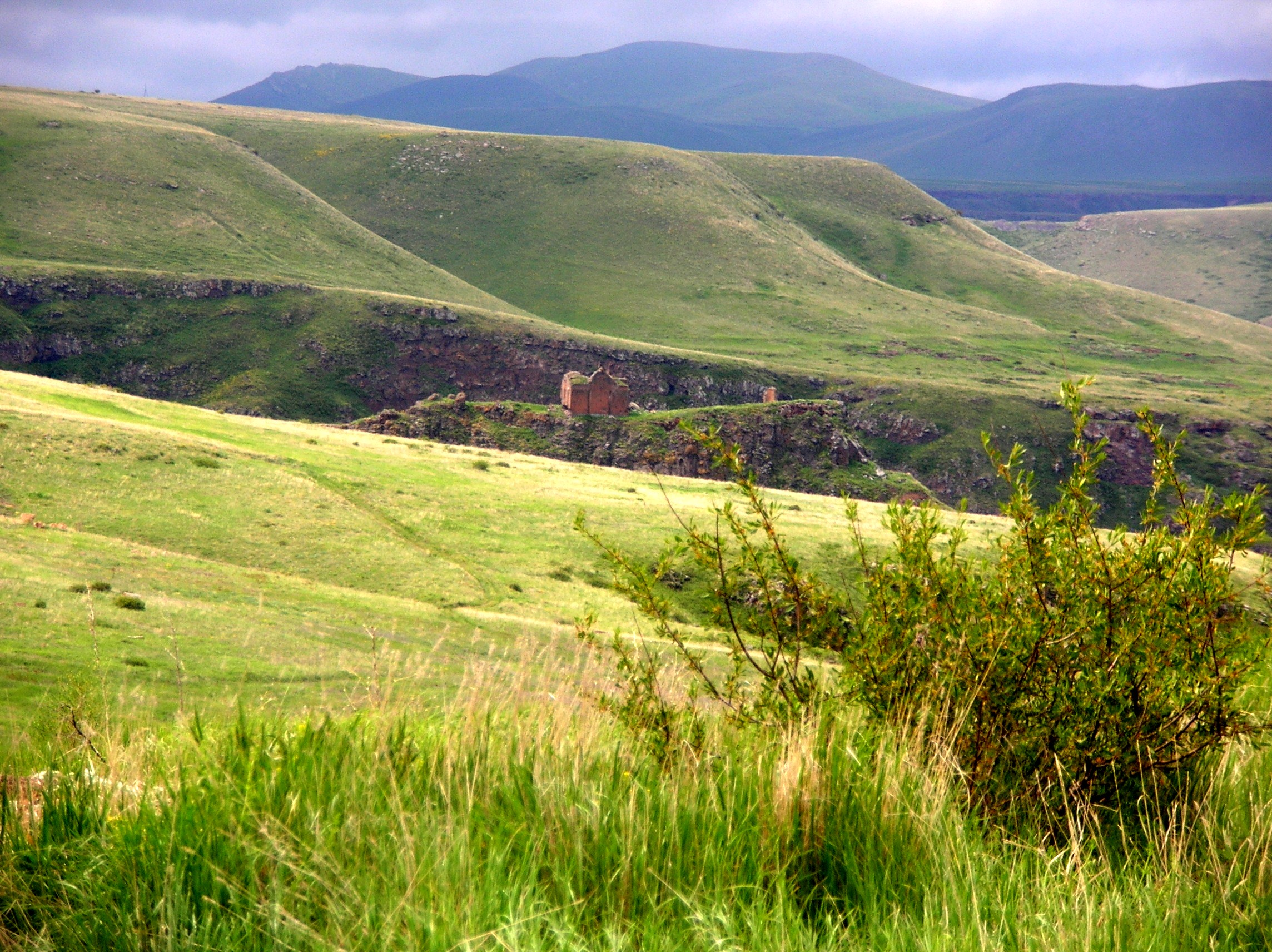
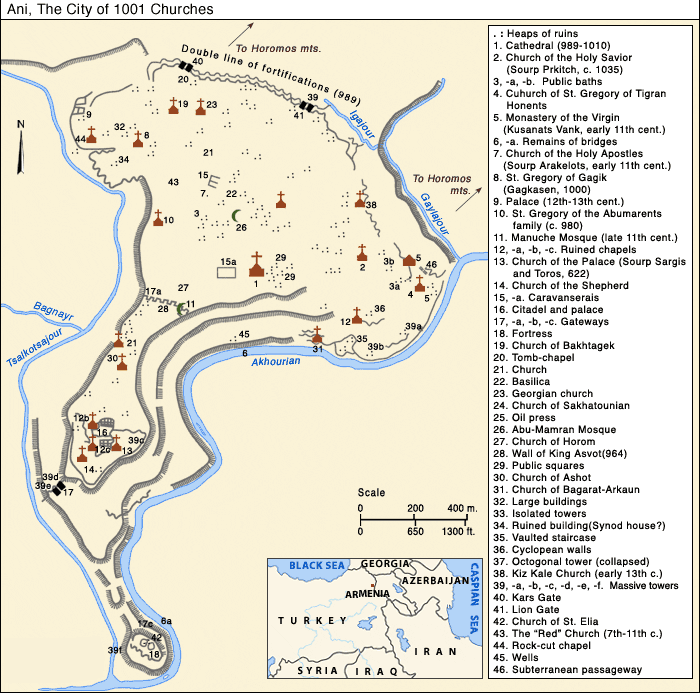